# Edward Wiley
Edward Wiley (* 11. Juli 1955; † 16. Oktober 1995) war ein Schauspieler und Fernsehregisseur, der im britischen und amerikanischen Film tätig war.

## Leben
Edward Wiley begann um 1980 als Film- und Fernsehschauspieler zu arbeiten, anfangs mitunter noch unter der Schreibung Edward Wylie. Eine seiner ersten Rollen war die des Ben Tipton in dem Fernsehfilm Der kleine Lord, der sich insbesondere im deutschsprachigen Raum durch jährliche Fernsehausstrahlungen zu Weihnachten großer Beliebtheit erfreut. 1981 hatte Wiley kleinere Nebenrollen in dem oscarprämierten Sportfilm Die Stunde des Siegers und in dem amerikanischen Film Ragtime von Miloš Forman. 1982 folgte ein Auftritt als Prediger in der Miniserie Nancy Astor. Er spielte 1984 in der Miniserie Als Amerika nach Olympia kam – Die ersten Olympischen Spiele der Neuzeit in Athen über die Olympischen Spiele 1896 in zwei Folgen die Rolle des Trainers John Graham. Eine seiner bekanntesten Filmrollen war die des Polizisten Garfield in dem Abenteuerfilm Highlander – Es kann nur einen geben aus dem Jahr 1986. Bis zu seinem frühen Tod wirkte er an diversen amerikanischen und britischen Film- und Fernsehproduktionen mit, insgesamt umfasst sein filmisches Schaffen rund 40 Film- und Fernsehproduktionen. Posthum erschienen letzte Produktionen mit ihm, darunter die Oscar-Wilde-Verfilmung Das Gespenst von Canterville, in der er die Rolle des Familienvaters Hiriam Otis übernahm.
1993 führte er in einer Folge der Serie Real Stories of the Highway Patrol Regie, was seine einzige Regiearbeit blieb. Zwei Jahre später starb er im Alter von 40 Jahren, Details über die Todesursache oder sein Privatleben wurden nicht öffentlich bekannt.

## Filmografie
- 1980: Der kleine Lord (Little Lord Fauntleroy, Fernsehfilm)
- 1981: Die Stunde des Siegers (Chariots of Fire)
- 1981: Ragtime
- 1982: Dschungel der Apokalypse (How Sleep the Brave)
- 1982: Nancy Astor (Miniserie, Folge 1x01)
- 1982: Q.E.D. (Fernsehserie, Folge 1x01)
- 1983: The Last Day (Fernsehfilm)
- 1983: Begierde (The Hunger)
- 1983: Superman III – Der stählerne Blitz (Superman III)
- 1983: Der Fall der verängstigten Lady (Fernsehfilm)
- 1984: Als Amerika nach Olympia kam – Die ersten Olympischen Spiele der Neuzeit in Athen (The First Olympics: Athens 1896, Miniserie, 2 Folgen)
- 1985: Star Cracks – Die irre Bruchlandung der Außerirdischen (Morons from Outer Space)
- 1986: Highlander – Es kann nur einen geben (Highlander)
- 1986: American Playhouse (Fernsehserie, Folge 5x13)
- 1986: Hochzeitsnacht im Geisterschloß (Haunted Honeymoon)
- 1987: Der Schrecken von London (Still Crazy like a Fox, Fernsehfilm)
- 1987: Casualty (Fernsehserie, Folge 2x06)
- 1987: Ein blendender Spion (A Perfect Spy, Miniserie, Folge 1x05)
- 1988: Max Headroom (Fernsehserie, Folge 2x06)
- 1988: Hunter (Fernsehserie, Folge 4x22)
- 1988: Die unglaublichen Geschichten von Roald Dahl (Tales of the Unexpected, Fernsehserie, Folge 9x10)
- 1988: Why on Earth? (Fernsehfilm)
- 1988: Edens Lost (Fernsehfilm)
- 1989: Pursuit (Miniserie, 2 Folgen)
- 1989: Jake und McCabe – Durch dick und dünn (Jake and the Fatman, Fernsehserie, Folge 2x01)
- 1989: In 80 Tagen um  die Welt
- 1989: Saracen (Fernsehserie, Folge 1x10)
- 1989: Desperado 5 – Land ohne Gesetz (Desperado: Badlands Justice, Fernsehfilm)
- 1990: Mord nach Plan (Blind Faith, Miniserie, 2 Folgen)
- 1990: Schmutziger Pakt (Good Cops, Bad Cops, Fernsehfilm)
- 1991: Raumschiff Enterprise – Das nächste Jahrhundert (Star Trek: The Next Generation, Fernsehserie, Folge 4x24 Verräterische Signale)
- 1992: Belagerung ohne Gnade (In the Line of Duty: Siege at Marion, Fernsehfilm)
- 1992: Die Chaoten-Spione (Code Name: Chaos)
- 1993: Sniper – Der Scharfschütze (Sniper)
- 1993: Der Sunset-Killer 3 (Relentless 3)
- 1994: Star Trek: Deep Space Nine (Fernsehserie, Folge 2x18 Profit und Verlust)
- 1994: New York Cops – NYPD Blue (NYPD Blue, Fernsehserie, Folge 1x21 Ein total versauter Tag)
- 1994: 36 Tage Terror (S.F.W.)
- 1995: Runway One (Fernsehfilm)
- 1996: Das Gespenst von Canterville (The Canterville Ghost, Fernsehfilm)
- 1996: Engel mit blutigen Händen (Final Vendetta)
- 1996: Operation Schmetterling (Writing on the Wall, Fernsehfilm)